# Tillandsia xerographica
Tillandsia xerographica är en gräsväxtart som beskrevs av Otto Rohweder. Tillandsia xerographica ingår i släktet Tillandsia och familjen Bromeliaceae. Inga underarter finns listade i Catalogue of Life.

## Bildgalleri

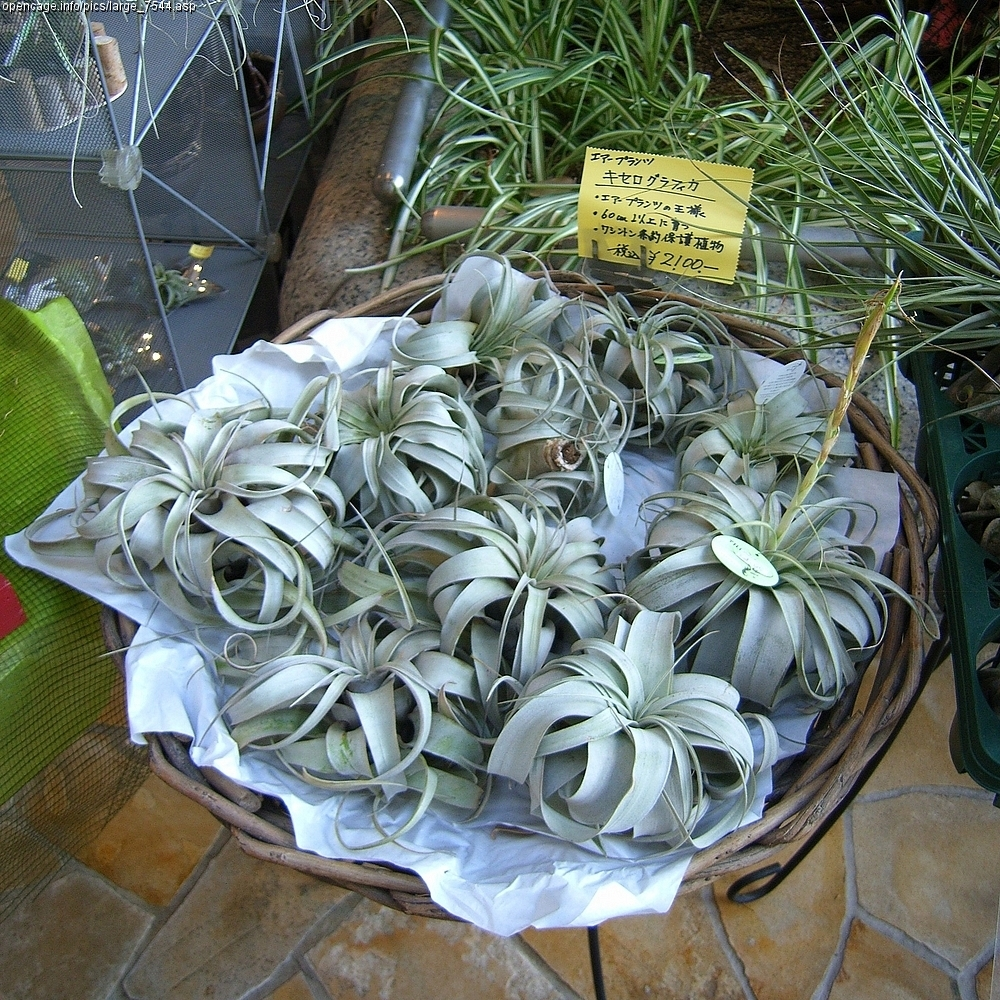
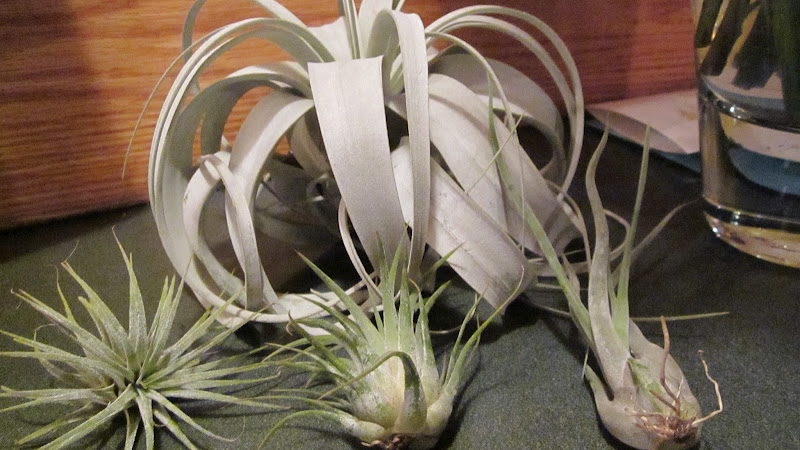
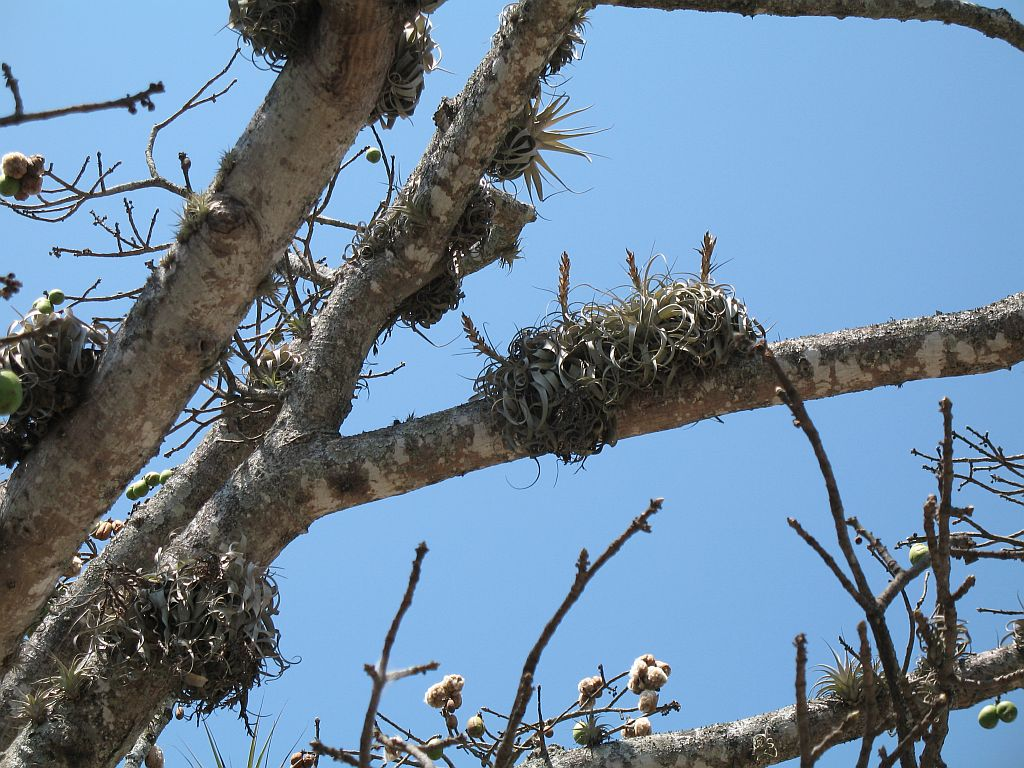
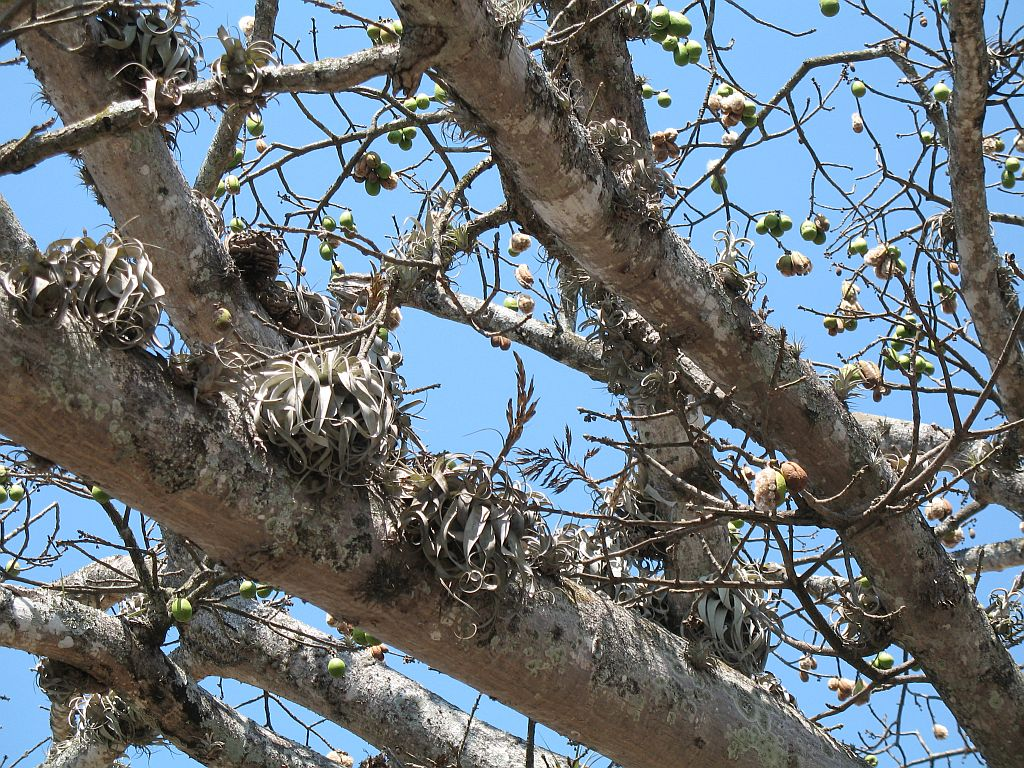
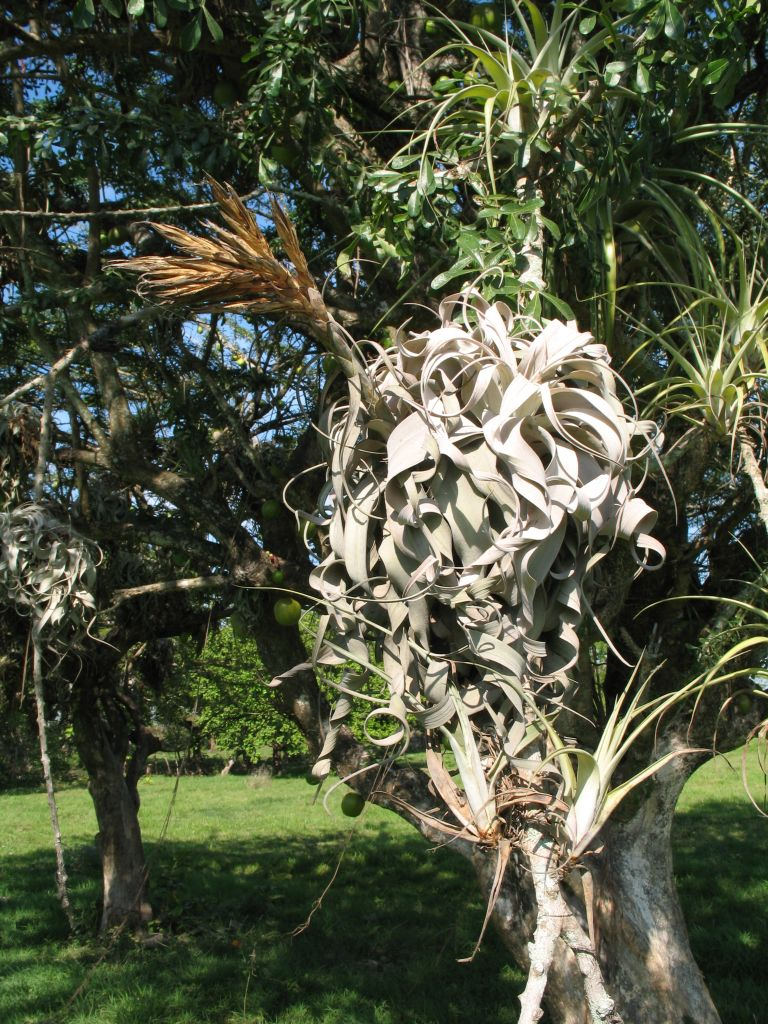